# Gender Accounting
Gender Accounting ist ein wissenschaftlicher und politischer Fachbegriff für die „systematische und regelmäßige Sammlung und Aufbereitung von Daten, die aufgrund ihrer Geschlechterdifferenzierung dazu geeignet sind, Unterschiede zwischen Männern und Frauen“ (Gender) in verschiedenen betriebs- und volkswirtschaftlichen Kontexten abzubilden. Die Notwendigkeit geschlechterdifferenzierender Kennzahlen wurde insbesondere von der feministischen Wirtschaftswissenschaft seit den 1990er-Jahren aufgezeigt und ist heute in den Wirtschaftswissenschaften allgemein anerkannt, da sich Geschlecht als eine bedeutsame wirtschaftliche Kategorie erwiesen hat.
Ein wichtiges Ziel des Gender Accounting ist es, die „ökonomische Unsichtbarkeit von Frauen“ zu beseitigen. Wie bedeutsam dies ist, zeigt sich volkswirtschaftlich beispielsweise an der ungleichen Verteilung von bezahlter und unbezahlter Arbeit: In den OECD-Staaten leisteten Frauen im Jahr 2016 rund zwei Drittel der unbezahlten Arbeit (67 %) sowie insgesamt mehr Arbeit als Männer (487 gegenüber 466 Minuten täglich). Obwohl unbezahlte Arbeit einen erheblichen Anteil an der Leistungsfähigkeit einer Volkswirtschaft hat, wird sie bislang in den zentralen Kennzahlen wie etwa dem Bruttoinlandsprodukt (BIP) nicht abgebildet.

## Umsetzung
Es gibt verschiedene Ansätze, um Kennzahlen im Rahmen des Gender Accounting zu entwickeln und umzusetzen. Hierzu zählen beispielsweise Kennzahlen wie der Gender-Pay-Gap („Lohnlücke“) oder der Gender-Pension-Gap („Rentenlücke“).
 Volkswirtschaftliche Kennzahl bezahlter und unbezahlter Arbeit
Im Rahmen des ersten Gleichstellungsberichts der Bundesregierung wurde am Harriet Taylor Mill-Institut der Hochschule für Wirtschaft und Recht Berlin ein Gender Accounting-Konzept zur ökonomischen Bilanzierung eines durchschnittlichen Frauen- und Männerlebens in Bezug auf bezahlte und unbezahlte Arbeit entwickelt. Gerade in Deutschland ist Transparenz in diesem Bereich ein wichtiges Anliegen, da im internationalen Vergleich in etlichen Aspekten besonders große Geschlechterunterschiede vorhanden sind (siehe Gender-Pay-Gap, Gender-Pension-Gap und Frauenanteil in Führungspositionen).
Ziel dieser Bilanzierung ist die volkswirtschaftliche Transparenz erbrachter Leistungen und Zahlungsströme als Grundlage für eine geschlechterdifferenzierende Evaluation einzelner sozialpolitischer Leistungen (gender impact assessments). Ein solches Instrument ermöglicht es, gesellschaftliche Verantwortung für bestehende Geschlechterunterschiede zu übernehmen und diese in der Haushaltsplanung und der Planung sozialpolitischer Maßnahmen angemessen zu berücksichtigen.
Das Konzept basiert auf den Ideen betrieblichen Accountings und Controllings und weitet den Ansatz des Gender Budgeting aus. Einbezogen werden dabei gesellschaftliche Wohlfahrtsproduktion, private Haushaltsführung sowie Generationenkonten (Generational Accounts).
Folgende Faktoren fließen ein:
- Bilanzierung eines bezahlten Arbeitslebens
- Bilanzierung eines unbezahlten Arbeitslebens
- Bilanz der Sozialleistungen